# Oreodera chemsaki
Oreodera chemsaki är en skalbaggsart som beskrevs av Mccarty 2001. Oreodera chemsaki ingår i släktet Oreodera och familjen långhorningar.
Artens utbredningsområde är Guatemala. Inga underarter finns listade i Catalogue of Life.